# Десен тероризъм
Дясноекстремисткият тероризъм е вид тероризъм, който се характеризира с ярко изразено политическо насилие, ограничена динамика във времето, антисемитизъм и расизъм.
Той се дели на неофашистки и неонацистки, националистически, контрасепаратистки. Представители на дясноекстремистки терористични организации са: „Федерация за национално и европейско действие“ – Франция, „Италианско социално движение“ – Италия, „Юни – 78“ – Гърция, „Сивите вълци“ в Турция (организацията е извършвала по 6-7 убийства дневно до военния преврат 1982 г. Поддържа връзки със сепаратистите от Северен Кавказ), „Ескадрони на смъртта“ – Салвадор, Бразилия, Аржентина и др. Дясноекстремисткият тероризъм се активизира при възможност леви сили да вземат политическата власт.